# Hellmuth Unger

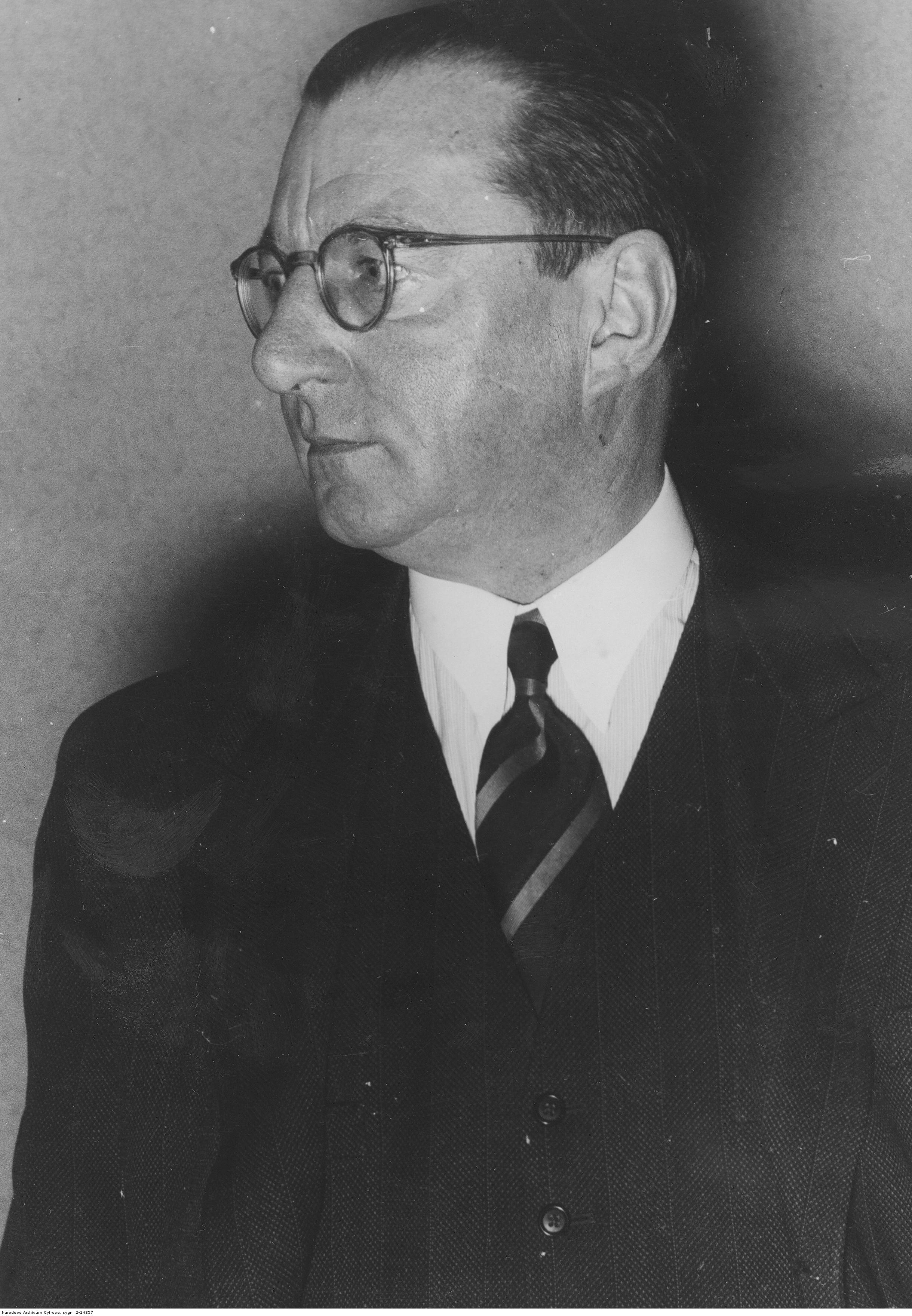
Hellmuth Unger

Friedrich Hermann Hellmuth Unger (Pseudonyme: Fritz Herrmann, Hans Holm, Peter Moy; * 10. Februar 1891 in Nordhausen; † 13. Juli 1953 in Freiburg im Breisgau) war ein deutscher Mediziner (Augenarzt) und Schriftsteller. Er war einer der Wegbereiter der im Dritten Reich ab Herbst 1939 praktizierten „Kranken- und Kinder-Euthanasie“.

## Leben
Hellmuth Unger war der Sohn eines Baurats. Nachdem er 1911 sein Abitur an einem Gymnasium seiner Heimatstadt Nordhausen abgelegt hatte, begann er das Studium der Medizin an der Universität Würzburg. 1913 wechselte er an die Universität Rostock, danach an die Universität Halle (Saale) und schließlich 1914 an die Universität Leipzig. Ab Anfang 1915 wirkte er als Feldarzt bei der Südarmee in Galizien und in den Karpathen, gleichzeitig war er als Kriegsberichterstatter tätig. Im gleichen Jahr wurde er verwundet und erhielt das Eiserne Kreuz II. Klasse. Nach seiner Genesung ging er nach Leipzig, wo er 1916 heiratete. Er setzte sein Studium an der Universität Leipzig fort, das er 1917 mit dem Staatsexamen und der Promotion zum Doktor der Medizin beendete. Von 1917 bis 1919 war Unger Assistenzarzt an der Leipziger Universitäts-Augenklinik; von 1919 bis 1929 praktizierte er als niedergelassener Augenarzt in Leipzig. In den 1920er Jahren unternahm er ausgedehnte Reisen, die ihn nach Afrika, Skandinavien, in die USA, nach Kanada und die Karibik führten.
Hellmuth Unger, der bereits vor dem Ersten Weltkrieg mit dem Verfassen eigener literarischer Werke begonnen hatte, entwickelte während der 1920er Jahre neben seiner ärztlichen Tätigkeit eine beachtliche Aktivität als Schriftsteller. Er verfasste während dieser Zeit vor allem Theaterstücke, aber auch – teilweise unter dem Pseudonym „Hans Holm“ – eine Reihe von Unterhaltungsromanen.
1929 gab Hellmuth Unger seine Leipziger Praxis auf und ließ sich mit seiner Familie in Berlin nieder. Er war in den folgenden Jahren hauptamtlicher Funktionär in diversen Spitzenverbänden  der deutschen Ärzteschaft. Unger war als Pressereferent des Hartmannbundes und des Deutschen Ärztevereinsbundes tätig und redigierte Zeitschriften für die Ärzte- und Apothekerschaft. Obwohl er – vermutlich wegen seiner Mitgliedschaft in einer Freimaurerloge – nicht der NSDAP angehörte, übte er nach der nationalsozialistischen Machtergreifung wichtige Ämter im gleichgeschalteten  Ärztewesen aus. Insbesondere war er bereits ab Mai 1933 tätig in der Abteilung Presse, Funk und Film im neugeschaffenen Aufklärungsamt für Bevölkerungspolitik und Rassenpflege, dem späteren Rassenpolitischen Amt der NSDAP, und Begründer der Zeitschrift Neues Volk; ab 1933 war er Pressereferent des Reichsärzteführers Gerhard Wagner und ab 1935 zusätzlich der Reichsärztekammer; ab 1938 war er Hauptschriftleiter aller deutschen regionalen Ärzteblätter. Seine journalistische Tätigkeit erstreckte sich nicht zuletzt auf die erb- und rassehygienische Propaganda, und als Mitglied des Reichsausschusses zur Erfassung Erb- und Anlagebedingter Schwerer Leiden kann er zumindest als einer der geistigen Wegbereiter der im Dritten Reich ab 1939 praktizierten „Kinder-Euthanasie“ gelten. Im Sommer 1939 war er Teilnehmer einer in der Kanzlei des Führers vor allem aus leitenden Psychiatern bestehenden Tagung, bei der die Aktion T4 vorbereitet wurde.

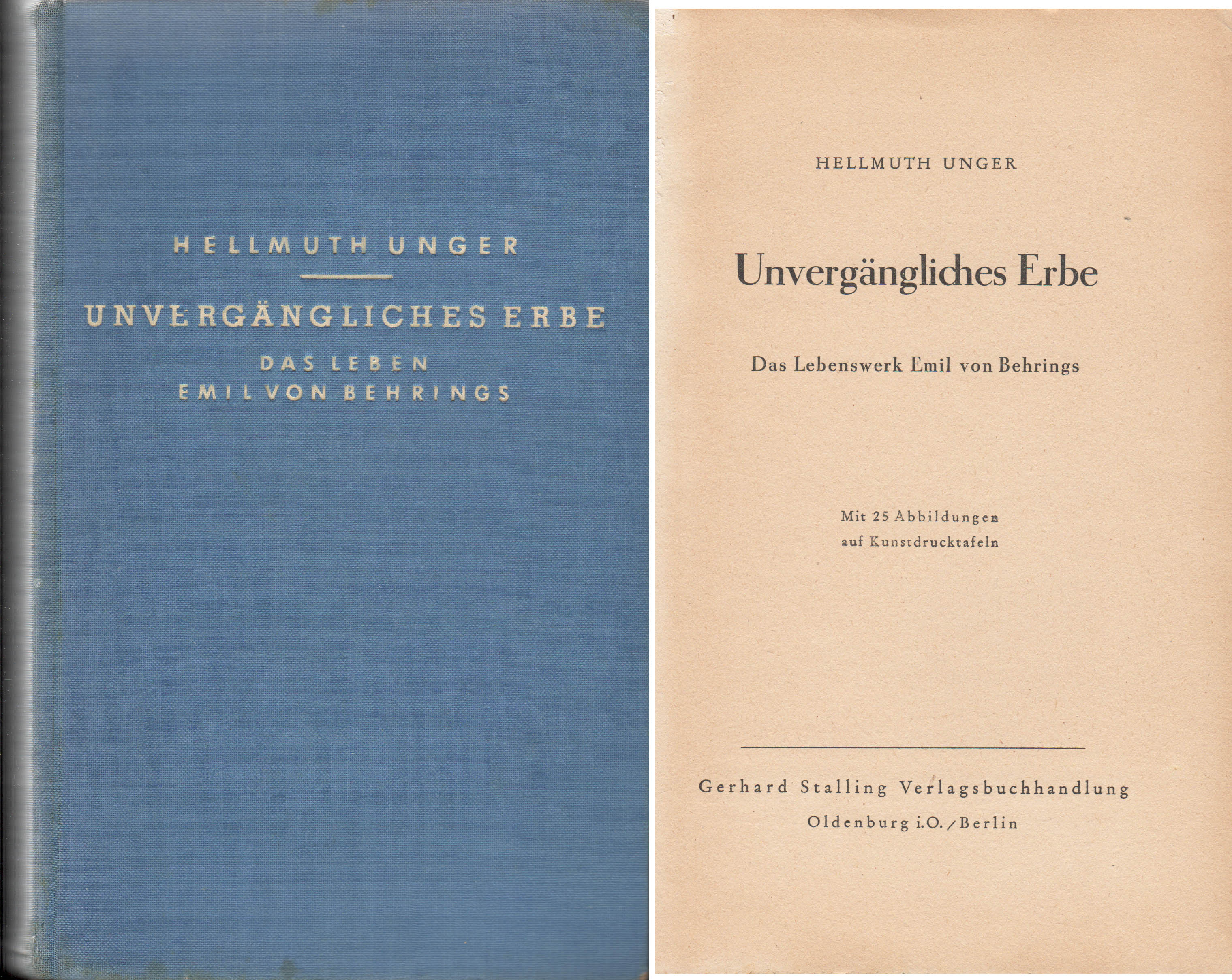
Das Lebenswerk des Nobelpreisträgers Emil von Behrings

Von Hellmuth Ungers während des Dritten Reiches erschienenen literarischen Arbeiten sind hervorzuheben: Sein mit mehr als 300.000 verkauften Exemplaren erfolgreichstes Werk, die 1936 erschienene Biografie Robert Koch, bei der es sich um eine Neubearbeitung des 1929 erschienenen Titels Helfer der Menschheit handelt, der Roman Sendung und Gewissen, der 1941 die Vorlage zu dem Euthanasie- bzw. NS-Propagandafilm „Ich klage an“ bildete, sowie das 1943 ebenfalls unter dem Titel Germanin – Die Geschichte einer kolonialen Tat verfilmte Werk Germanin.
Hellmuth Unger nahm ab 1942 am Zweiten Weltkrieg teil; er arbeitete hauptsächlich als Kriegsberichterstatter und berichtete insbesondere über die Tätigkeit des Sanitätsdienstes der Wehrmacht an den verschiedenen Fronten. Das Kriegsende erlebte Unger in einem Krankenhaus in Würzburg, nachdem er bei einem Luftangriff verletzt worden war. Er geriet in amerikanische Kriegsgefangenschaft, während der er als medizinischer Dolmetscher wirkte. Nach seiner Entlassung ging er nach Bad Harzburg, wo er bis Anfang 1953 eine Praxis als Augenarzt betrieb. Eine juristische Aufarbeitung seiner Tätigkeit im Dritten Reich unterblieb. Unger begann wieder zu schreiben und veröffentlichte weitere biografische Werke über bedeutende Mediziner. Im März 1953 zog er nach Freiburg im Breisgau, wo er wenige Monate später überraschend starb.

## Werke
- Die Lieder der hellen Tage, Gera 1912
- Sturm im Osten, Chemnitz 1915
- Welcher Eingriff empfiehlt sich bei infizierten Schußverletzungen des Kniegelenkes im Kriege?, Leipzig 1917
- Die Berge der Heimat, Reutlingen 1918
- Der Geächtete, Leipzig 1918
- Gottes Bote, Leipzig 1918
- Grettir, Leipzig 1918
- Blocksberg, Leipzig 1919
- Der große Fries, Dresden 1919
- Die Kentaurin, Leipzig 1919
- Schnurpels, Leipzig 1919
- Der verlorene Sohn, Leipzig 1919
- Joanna und Alexis, München 1920
- Die Nacht, Leipzig 1920
- Morells Milliarden, Leipzig 1921
- Die Verklärung Falaises, Leipzig 1921
- Karneol, Leipzig 1922
- Mammon, Leipzig 1922
- Mutterlegende, Leipzig 1922
- Spiel der Schatten, Leipzig 1922
- Der Sprung nach drüben, Berlin 1922
- Einsamkeit, Leipzig 1923
- Menschikow und Katharina, Leipzig 1923
- Goddins ewige Masken, Leipzig 1924
- Liebesaffären, Leipzig 1924
- Palette oder Ein Held dieser Zeit, Leipzig 1924
- Der verliebte Beifu, Leipzig 1924
- Der Mann mit hundert Masken, Leipzig 1925 (unter dem Namen Hans Holm)
- Die Insel der Affen, Leipzig 1926
- Wunder um Beatrice, Leipzig 1926
- Das Mädchen mit den Perlen, Berlin 1928 (unter dem Namen Peter Moy)[3]
- Eisland, Bremen 1928
- Die Flucht nach Sing-Sing, Berlin 1928 (unter dem Namen Hans Holm)
- Ich fahr mit dir nach Teheran, Leipzig 1928 (unter dem Namen Hans Holm)
- Legende vom Tod, Leipzig 1928
- Der Meister der Gilde, Berlin 1928 (unter dem Namen Hans Holm)
- Passagiere, Leipzig 1928
- Helfer der Menschheit, Leipzig 1929
- Liebe und Champagner, Leipzig 1929 (unter dem Namen Hans Holm)
- Heimkehr nach Insulinde, Berlin 1930
- Lenox wirbelt durch die Welt, Leipzig 1930 (unter dem Namen Hans Holm)
- Dreiundzwanzig aus U.S.A., Berlin 1931
- Einmal, zweimal oder nie, Leipzig 1931 (unter dem Namen Hans Holm)
- Die Hochzeitsinsel, Leipzig 1932 (unter dem Namen Hans Holm)
- Schützenkönig wird der Felix, Leipzig 1932 (unter dem Namen Hans Holm)
- Unter dem vollen Mond, Berlin 1932
- Die grüne Schlange, Berlin 1933 (zusammen mit Adolf Carsten Schmidt-Brake)
- Opferstunde, Berlin 1934
- Die Schweizer Reise, Berlin 1934
- Wunder und Geheimnis, München 1935
- Robert Koch. Roman eines großen Lebens. Verlag der Deutschen Ärzteschaft, Berlin 1936
- Männer im Mond, Berlin 1936
- Pack-Eis, Berlin 1936
- Sendung und Gewissen, Berlin 1936
- Vom Siegeszug der Heilkunde. Großtaten der Medizin. Lehmann, München 1936
- Germanin, Berlin 1938
- Das gesegnete Jahr, Berlin 1938
- Unvergängliches Erbe, Oldenburg [u. a.] 1940
- Die Männer von Narvik, Oldenburg i.O. 1941
- Helfer und Soldaten, Berlin [u. a.] 1943
- Tage der Bewährung, Berlin [u. a.] 1944
- Das Geheimnis Leonardos, Burgdorf 1947
- Der Schwan vom Avon, Wien 1948 (unter dem Namen Hans Holm)
- Wilhelm Conrad Röntgen, Hamburg 1949
- Louis Pasteur, Hamburg 1950
- Narkose. Forscher, Helfer, Scharlatane, Hamburg 1951
- Virchow, Hamburg 1953